# 阳和街道
阳和街道，是中华人民共和国广西壮族自治区柳州市鱼峰区下辖的一个乡镇级行政单位。

## 行政区划
阳和街道下辖以下地区：
新城社区、春苑社区、翠湖社区、社湾村和阳和村。